# Marco de Sendai para Redução de Riscos de Desastres
O Marco de Sendai para a Redução do Risco de Desastres (2015-2030) é um documento internacional que foi adotado pelos estados-membros das Nações Unidas (ONU) entre 14 e 18 de março de 2015 na Conferência Mundial sobre Redução do Risco de Desastres realizada em Sendai, Japão, e aprovado pela Assembleia Geral da ONU em junho de 2015.    É o acordo sucessor do Quadro de Ação de Hyogo (2005–2015), que foi o acordo internacional mais abrangente até o momento sobre redução de riscos de desastres.

## Áreas prioritárias
O Quadro de Sendai estabelece quatro prioridades específicas de ação: 
1. Compreender o risco de desastres;
2. Fortalecer a governança de riscos de desastres para gerenciar riscos de desastres;
3. Investir na redução de riscos de desastres para resiliência;
4. Melhorar a preparação para desastres para uma resposta eficaz e "Reconstruir Melhor" na recuperação, reabilitação e reconstrução.

## Metas globais
Para apoiar a avaliação do progresso global na concretização dos resultados e objectivos do Quadro de Sendai, foram acordadas sete metas globais: 
1. Reduzir substancialmente a mortalidade global por catástrofes até 2030, com o objetivo de reduzir a mortalidade média global por 100.000 habitantes entre 2020 e 2030, em comparação com o período de 2005 a 2015;
2. Reduzir substancialmente o número de pessoas afetadas em todo o mundo até 2030, com o objetivo de diminuir o número médio global por 100.000 entre 2020 e 2030, em comparação com 2005-2015;
3. Reduzir as perdas econômicas diretas por desastres em relação ao produto interno bruto global até 2030;
4. Reduzir substancialmente os danos causados por desastres à infraestrutura crítica e a interrupção de serviços básicos, entre eles instalações de saúde e educação, inclusive por meio do desenvolvimento de sua resiliência até 2030;
5. Aumentar substancialmente o número de países com estratégias nacionais e locais de redução de riscos de desastres até 2020;
6. Melhorar substancialmente a cooperação internacional com os países em desenvolvimento por meio de apoio adequado e sustentável para complementar suas ações nacionais para a implementação da estrutura até 2030;
7. Aumentar substancialmente a disponibilidade e o acesso à população de sistemas de alerta precoce de múltiplos riscos e de informações e avaliações de risco de desastres até 2030.

## Ligações com objetivos globais
Os Estados-membros enfatizaram a necessidade de abordar a redução do risco de desastres e a adaptação às mudanças climáticas ao definir os 17 Objetivos de Desenvolvimento Sustentável em 2015 (a serem alcançados até 2030), especialmente à luz do foco insuficiente na redução de riscos e na resiliência nos Objetivos de Desenvolvimento do Milênio originais. Por exemplo, o Indicador 13.1.2 do Objetivo de Desenvolvimento Sustentável 13 sobre a ação climática monitoriza o “número de países que adotam e implementam estratégias nacionais de redução do risco de catástrofes em conformidade com o Quadro de Sendai para a Redução do Risco de Catástrofes 2015-2030”.  

## Desenvolvimento
O documento de Sendai surgiu de três anos de negociações,  assistidas pela Estratégia Internacional das Nações Unidas para a Redução de Desastres, durante as quais os estados-membros da ONU, as ONGs e outras partes interessadas fizeram apelos para uma versão melhorada do Quadro de Hyogo existente, com um conjunto de padrões comuns, um quadro abrangente com metas alcançáveis e um instrumento legalmente baseado para a redução do risco de desastres.